# 岡田半江
岡田 半江（おかた はんこう、天明2年（1782年） - 弘化3年2月8日（1846年3月5日））は、江戸時代後期の文人画家。岡田米山人の子。大坂の出身。
幼名を常吉、諱は粛、字を士羽。半江は画号。俗称を卯左衛門（宇左衛門）、のちに吉継。

## 略伝

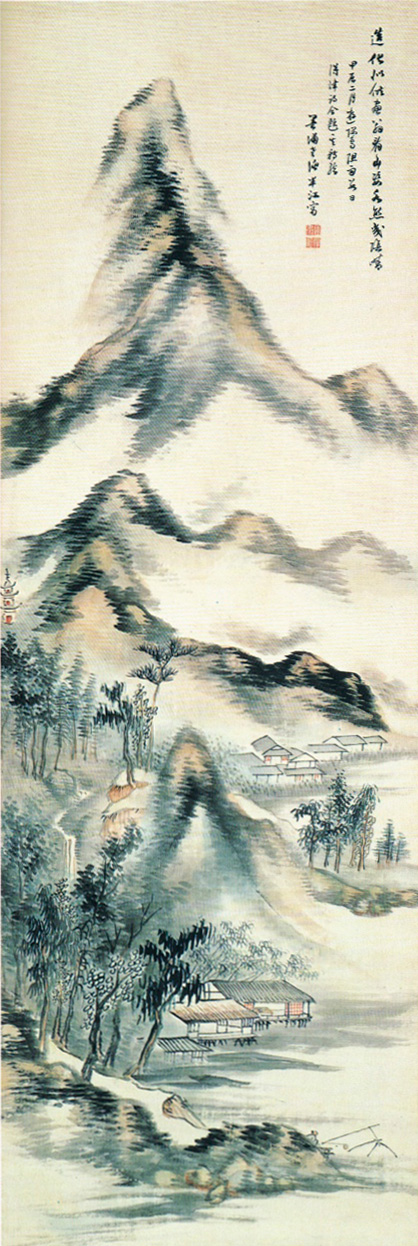
江村烟雨図 絹本淡彩 京都国立博物館 天保15年(1844)

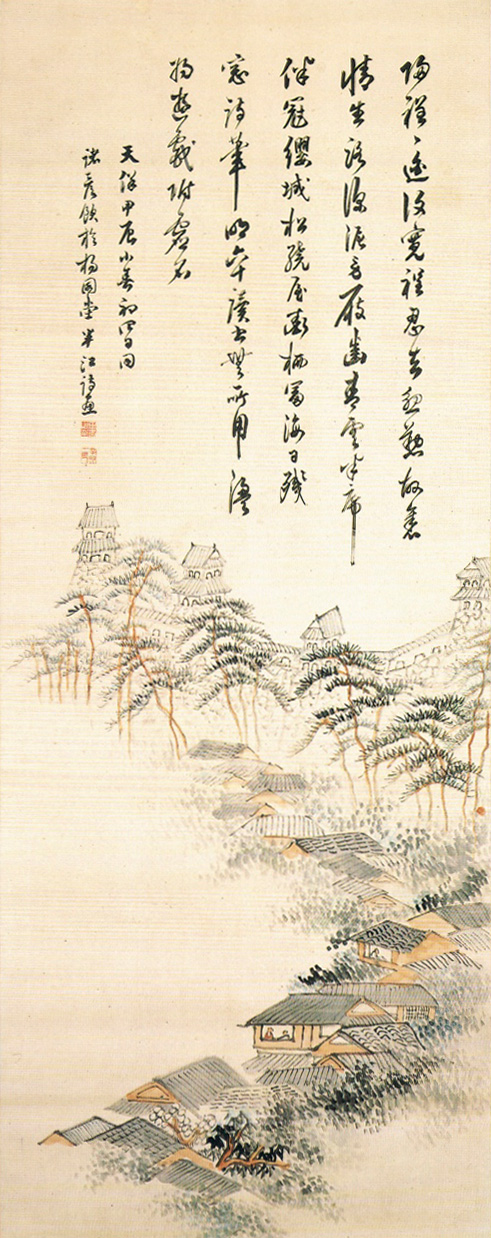
岸和田城真景図 紙本墨画墨彩 天保15年(1844)

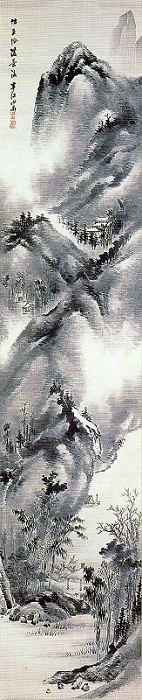
「紙本墨画米法山水図 」

天明2年（1782年）、米屋を営む自宅、大坂西天満宮寒山寺裏長池（大阪市北区曽根崎一丁目曽根崎天神付近）で生まれた。半江は父の岡田米山人が39歳で恵まれた初子だったので溺愛された。幼い時から父に習って画作を続け、居宅に出入する多くの文人墨客に感化され、自然と書画に興味を持った。12歳頃の作品に既に小米を用いているが、この画号は米山人が米芾・米友仁父子に倣ったもので「しょうべん」の音に近いことから半江は好まなかったという。
28歳のとき父に代わり伊勢国藤堂藩の下役となり、大坂蔵屋敷の留守居の七里鎌倉兵衛に仕えた。この頃吉継を名乗った。翌年、安積家の四君子図襖絵を米山人はじめ戸田黄山・森川竹窓らと合作している。
文政年間に相次いで両親を失い、家業の米屋を継いで米屋彦兵衛を襲名。しかし、父と同じく藤堂藩には下役として仕え続け文人画家としても活動した。頼山陽をはじめ多くの文人・学者らと交遊。蘭医の小石元瑞や儒学者の篠崎小竹とは竹馬の友であり、また大塩平八郎とも長年親交している。文政13年（1830年）にお伊勢参りに出かけている。
天保3年（1832年）、山陽の訃報に大きな衝撃を受け、体調不良から稼業の米屋を13歳の息子の九茄に譲り隠居となった。藤堂藩の下役も40代後半で辞任。天満橋東辺の淀川畔に別宅を買い求め詩書画三昧の暮らしを送るが、この別宅には田能村竹田が足繁く訪問し、さながら大坂の文人サロンとなった。
天保7年（1836年）に山陽道を旅しかつて父と合作した襖絵のある播磨国神東郡剣坂村(兵庫県加西市西剣坂)の安積家を訪問し懐旧の情に浸った。帰阪後まもない天保8年（1837年）3月、民衆の窮状に義憤を募らせた大塩平八郎が挙兵（大塩平八郎の乱）し、虚しく敗死する。この争乱によって大坂は戦火に見舞われ焦土と化した。半江の別宅も焼失。父の米山人から受け継ぎ自らも買い増した膨大な典籍・書画・骨董器物などが灰と消えてしまった。
幸いにも自宅は無事であったが、この事件を転機に住吉浜に移住。友人を失い、家宝を失ったことによる精神的なダメージもあったが、大塩の乱に関与したという嫌疑を避ける意味もあったと推測される。
天保9年（1838年）頃からようやく創作意欲が戻り、その後は画作に没頭。住吉浜の地で数多くの傑作を画き、充実した晩年を送った。弘化3年（1846年）没。享年66。友人の篠崎小竹が半江の死を悼み詩文を寄せている。墓所は、はじめは東高津の直指庵に葬られ、後に餌差町の良専庵に移り、現在は上本町の参玄山妙中寺に移されている。

## 画風
半江は28歳以前のとき周囲から画力が充分と認められていなかった。文化10年(1813)脱稿、天保6年(1835)に刊行された田能村竹田『山中人饒舌』の中に半江の名は見えないが、竹田が天宝四年(1833)に記した『竹田荘師友画録』には「今歳、春、其の近藝を閲せしに、上進すること一等、旧面目に非ざるを覚ゆ」（今年の春、その近作を目にしたが、一段と進歩していて、昔の面目とは違っている感じがした）とある。米山人も文化4年（1807年）に竹田に自分の衣鉢を継ぐ者は竹田以外にいないと語っている。37歳のときに半江独自の繊細な筆遣い・周到な構図・配色の調和が見いだされる作品が現れ始め、50代になって独自の画風を確立したとされる。特に傑作は住吉浜に移住後に集中し、詩情豊かで柔和な筆致、自然で気負いのない構図、繊細で効果的な配色によって高逸枯淡な画境に達した。

## 主な作品
| 作品名                          | 技法         | 形状・員数 | 寸法（縦x横cm）                   | 所有者                         | 年代                  | 落款                                                                              | 備考                     |
| ------------------------------- | ------------ | ---------- | --------------------------------- | ------------------------------ | --------------------- | --------------------------------------------------------------------------------- | ------------------------ |
| 山水図屏風                      | 紙本金地墨画 | 六曲一隻   |                                   | インディアナポリス美術館       | 1810年頃              |                                                                                   | 後に池上秀畝が片隻を補作 |
| 春社祭神図                      |              |            |                                   |                                | 文政元年(1818年)      |                                                                                   |                          |
| 梧桐鶏図                        |              |            |                                   |                                | 文政元年(1818年)      |                                                                                   |                          |
| 米点山水図                      | 紙本墨画     | 1幅        | 134.8x38.2                        | 山形美術館                     | 天保元年(1830年)      | 款記「庚寅春月、半江田粛写并題」                                                  | 山形県指定文化財         |
| 重嶂香雪図                      |              |            |                                   |                                | 天保3年(1832年)       |                                                                                   |                          |
| 万峰香雪図                      |              |            |                                   |                                | 天保3年(1832年)       |                                                                                   |                          |
| Plum Viewing at Tsukigase       | 紙本墨画淡彩 | 1巻        | 15.2x336.0                        | ロサンゼルス・カウンティ美術館 | 天保8年(1837年)       |                                                                                   |                          |
| 岡本梅林図巻                    | 紙本墨画淡彩 | 1巻        | 18.6x153.1                        | 個人                           | 天保8年（1837年）     |                                                                                   |                          |
| 墨亭談古図                      |              |            |                                   |                                | 天保10年(1839年)      |                                                                                   |                          |
| 米法山水図                      | 紙本墨画     | 1幅        | 227.0x46.8                        | 本間美術館                     | 天保10年(1839年)      | 款記「仿王洽溌墨法、半江田粛」/「田粛」「半江」白文方連印・「印文不明」白文長方印 | 山形県指定文化財         |
| 春冬山水図                      |              |            |                                   | 松岡美術館                     | 天保11年(1840年)      |                                                                                   |                          |
| Landscape after the Four Wangs  | 紙本墨画     | 1幅        | 129.86×179.07                     | ミネアポリス美術館             | 天保11年(1840年)冬    |                                                                                   |                          |
| 山水図巻（大川納涼図）          | 献本墨画淡彩 | 1巻        | 14.7x400.7                        | 関西大学図書館                 | 天保12年（1841年）6月 |                                                                                   | 広瀬旭荘題字             |
| 住吉真景図巻                    | 紙本著色     | 2巻        | 上巻：24.0x782.7 下巻：24.0x720.5 | 個人                           | 天保12年(1841年)      |                                                                                   |                          |
| 春靄起鴉図                      | 絹本著色     | 1幅        | 130.5x36.1                        | 遠山記念館                     | 天保12年(1841年)      |                                                                                   | 重要文化財               |
| 満山豊雨図                      |              |            |                                   |                                | 天保12年(1841年)      |                                                                                   |                          |
| 春山閑居図                      | 絹本墨画淡彩 | 1幅        | 146.2x45.0                        | 出光美術館                     | 天保13年(1842年)      |                                                                                   | 重要美術品               |
| 夏渓帰隠図                      |              |            |                                   |                                | 天保13年(1842年)      |                                                                                   |                          |
| 江山万里図巻                    |              |            |                                   |                                | 天保13年(1842年)      |                                                                                   |                          |
| 青緑山水図                      |              |            |                                   |                                | 天保14年(1843年)      |                                                                                   |                          |
| 夏山雨後図                      | 紙本墨画     | 1幅        | 130.5×24.8                        | 東京芸術大学大学美術館         | 天保14年(1843年)      | 落款「癸卯夏三伏之日 半江」/「田粛・半江」白文連印                                |                          |
| Bamboo and Plum in Early Spring | 紙本著色     | 1幅        | 128.0×58.8                        | メトロポリタン美術館           | 天保14年(1843年)      |                                                                                   |                          |
| 江村烟雨図                      | 絹本淡彩     | 1幅        | 121.9x41.3                        | 京都国立博物館                 | 天保15年（1844年）    | 款記「甲辰二月遊深島阻 併津詩今題其 墨浦老漁半江写」/ 「＊田」「江半」白文連印    |                          |
| 四季山水図巻                    | 紙本墨画     | 1巻        | 21.11×351                         | ミネアポリス美術館             | 1844年                |                                                                                   |                          |
| 岸和田情景観図                  |              |            |                                   |                                | 弘化元年(1844年)      |                                                                                   |                          |
| 春秋山水図双幅                  |              |            |                                   |                                | 弘化2年(1845年)       |                                                                                   |                          |

## 門弟
- 日根対山
- 鼎金城
- 古曳盤谷
- 橋本青江

## 脚註
1. ↑  半江12歳の「荘子夢蝶図」の書き印にある。「如意同人蒐集書画帖」出光美術館蔵
2. ↑  『竹田荘師友画録』
3. ↑  文人画研究会編《読画塾》第9号（文人画研究会、2018年11月28日、14～17頁）では、半江が天保5年に製作して貫名海屋が画賛を付し、門人の橋本青江が「緑陰静遊図」と共箱に題した米法青緑山水図について解説し、『竹田荘師友画録』田粛〔岡田半江〕部分の全訳を掲載している。
4. 1 2  静岡県立美術館編集・発行 『江戸絵画の楽園』 2012年10月7日、pp.114-120。
5. ↑  遠山記念館 秋田市立千秋美術館編集 『至高の日本美術 遠山記念館名品選』 秋田市立千秋美術館、2017年9月23日、p.28。